# Maculinea matsumurai
Maculinea matsumurai är en fjärilsart som beskrevs av Shirôzu 1953. Maculinea matsumurai ingår i släktet Maculinea och familjen juvelvingar. Inga underarter finns listade i Catalogue of Life.